# Boss Corporation
Boss Corporation é uma empresa japonesa, subsidiária da Roland Corporation, especializada na fabricação de equipamentos musicais e acessórios, com foco, sobretudo, em guitarras, violões e baixos elétricos.
Antigamente, fabricava pedais de guitarra e sintetizadores de áudio, expandindo sua linha de produtos incluindo estúdios digitais, máquinas de ritmo, metrônomo digitais, afinadores e amplificadores.

## Produtos

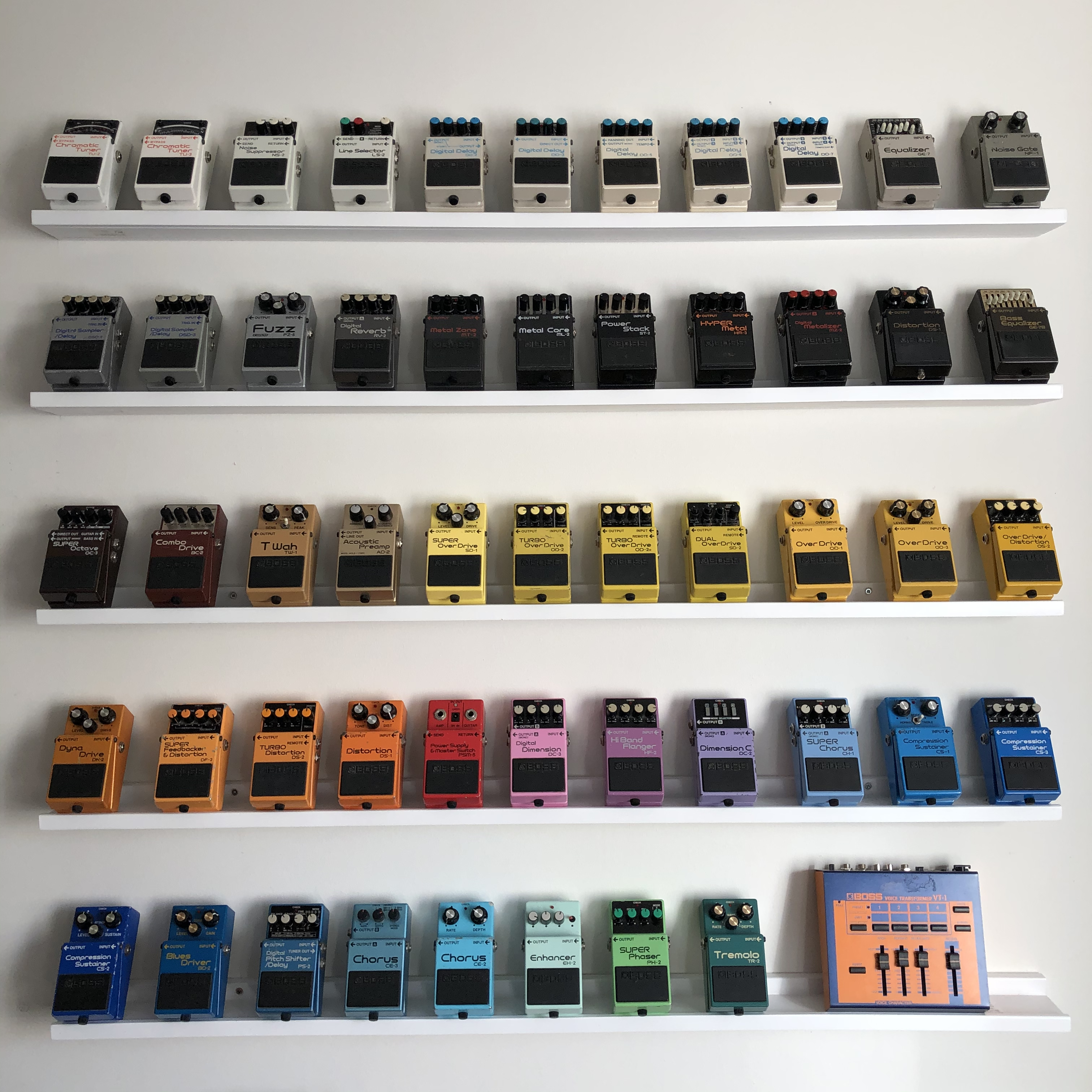
Pedais de efeitos Boss

- Pedal de efeitos
- Amplificador
- Gravadores digitais
- Afinador
- Metrônomo

## Endorsers
Alguns dos músicos que recebem endorsement da Boss são:
- Steve Vai, artista solo;
- Eric Johnson, artista solo;
- John 5, guitarrista do cantor Rob Zombie;
- Orianthi, artista solo;
- Isaac Ramos (Trazendo a Arca)[3];
- Juninho Afram (Oficina G3)[4];
- Mozart Mello[5];
- Rafael Bittencourt (Angra)[5].